# Paul Di'Anno
Paul Di'Anno   (Chingford, 17 de maig de 1958 - Salisbury, 21 d'octubre de 2024), o també Paul Andrews, va ser el primer vocalista prominent del grup de Heavy Metal Iron Maiden, de 1978 a 1981.

## Carrera

### Inicis
La història comença el 1978, quan després de la partida d'un vocalista anomenat Dennis Wilcock, Paul es presenta a l'audició d'una banda que vènia fent coses interessants dins del circuit anglès, Iron Maiden. Abans d'això, Di'Anno sol havia participat en bandes no professionals de Punk, un dels seus principals gusts i referències segons les seves pròpies paraules.
Després de quedar a Iron Maiden, la seva contribució a la banda de Steve Harris comença a fer-se notar en el primer treball gravat pel grup el 1979, el demo "The Soundhouse Tapes" (6.000 còpies al Regne Unit). És aquí quan es comença a formar la seva imatge de frontman dur, d'una gran cabal vocal i increïble presència escènica.

### Iron Maiden
Al costat de Maiden va assolir gran notorietat en l'escena i va ser puntal fonamental al ràpid ascens de la banda amb les seves dues primeres plaques, "Iron Maiden" de 1980 i "Killers" de 1981. Lamentablement, Paul no estava preparat en aquell moment per a afrontar tal desafiament, a causa del problema que havia desenvolupat d'addicció a l'alcohol i les drogues, el que comença a fer-se notori especialment en el seu acompliment en directe a la gira al Japó, on amb prou feines aconseguia acabar els xous a causa de l'afectada de la seva salut física, el que acaba a la seva sortida d'Iron Maiden abans de començar l'enregistrament de "The Number of the Beast", on apareixeria com a vocalista Bruce Dickinson i Maiden assoliria finalment el cim.
El pas de Paul per Iron Maiden va quedar profundament marcat en la legió d'admiradors de la Donzella, on fins al dia d'avui la seva figura és idolatrada pels fans de tota la vida de l'agrupació.

### Tornada als Escenaris
Després d'aquesta sortida abrupta de la banda, i prenent les coses amb calma, Paul decideix tornar al grup el 1983 de la mà d'un projecte anomenat "Lonewolf", que a causa de problemes amb el nom acaba al final sent anomenat "Di'Anno". Entre els músics que participen d'aquest projecte hi ha els guitarristes Lee Slater i P.J. Ward, el baixista Kevin Browne, Mark Venables en teclats i Dave Irving en bateria. La banda edita sol un treball de nom homònim el 1984, caracteritzat per cert, per la inclusió de teclats i un vessant més proper al Hard Rock, una cosa no tan estranya si sabem de l'afició de Paul per bandes com Deep Purple. Entre els temes destaquen el single "Flaming Heart" i "Road Rat. L'àlbum no assoleix gaire notorietat enmig i la banda acaba separant-se aquell mateix any.
Malgrat que les coses no havien estat del tot satisfactòries, Paul decideix seguir endavant i és així com el 1985, arriba a les seves mans la possibilitat de participar en un projecte anomenat "Gogmagog", una espècie d'Opera Rock en la qual participarien nombrosos i músics aclamats, com Pete Willis (Def Leppard), Janick Gers i Clive Burr (Iron Maiden), que finalment finalment no va resultar. Tot i això, Paul es va unir a un altre músic força conegut per a ell, com el seu antic company de Maiden, el bateria Clive Burr, a més de la incorporació de tres músics més, entre els quals destacava un jove guitarrista que havia treballat amb Ian Gillan, anomenat Janick Gers. Junts van gravar tres temes que finalment van ser editats en un EP titulat I Will Be There. D'aquesta miniplaca que al final va ser l'únic mostrat per aquesta formació, destaca "Living in a Fucking Time Warp", un tema estrany i bastant festiu, de caràcter lleuger, una mica diferent per a la imatge de Paul.

### Paul Di'Anno's Battlezone
El 1986 Paul forma un nou projecte que es convertiria en el més destacat del que ha fet a posterior en repercussions com davant de la critica, "Paul Di'Anno's Battlezone". Aquesta banda es forma al principi amb la incorporació de John Hurley i John Wiggins en guitarres, Bob Falck en bateria i Pete West a càrrec del baix. Amb aquesta formació s'edita aquell mateix any l'increïble "Fighting Back", una gran placa que marca el retorn de Paul a la clàssica tradició de l'Heavy Metal que veiés en els seus inicis. La placa destaca per tracks com "Welcome to the Battlezone" i "Warchild".
Malgrat l'imminent èxit i una excel·lent gira promocional, sorgeixen problemes a l'interior de la banda i parteixen Hurley i Falck, sent reemplaçats per Graham Bath i Steve Hopgoog respectivament. Amb aquesta formació Paul Di'Anno's Battlezone graven la seva segona placa titulada "Children of Madness" el 1987, d'una qualitat bastant similar a la seva antecessora. Lamentablement, i el que semblés ser la tònica i sort de la carrera|cursa de Paul en la seva carrera|cursa, comencen a produir-se diferents problemes al si de la banda el que motiva un constant anar i venir de músics que acaba produint el final de la banda després de la gira el 1989.
Durant els tres anys següents, Paul s'embarca en una sèrie de projectes particulars com ho són una sèrie de concerts al Japó durant 1990 en què participa com a vocalista convidat de "Praying Mantis" acompanyat a més de Dennis Stratton, junt amb els quals interpreta alguns temes clàssics de l'etapa de Paul a Iron Maiden, quedant com a testimoni d'aquest esdeveniment el registre "Live at Last", existeix també un disc tribut a la NWOBHM dit "a True Brits" editat el 1993 (amb una segona part i tercera part editades el 1994 i 1995 respectivament).

### Altres projectes
No seriosa fins i tot 1992 que Paul s'embarca ja en un projecte estable per tractar de tirar endavant la seva carrera, aquesta vegada portaria per títol "Killers". Per a aquesta nova banda es decideix a treballar amb Steve Hopgood en bateria, Cliff Evans i Nick Burr (germà de Clive Burr) en guitarres i Gavin Cooper en sota. Amb aquesta formació, Killers edita aquell mateix any la seva placa titulada "Murder One", una placa que es caracteritza per un so clàssic del Heavy Metal, directe i agressiu. Destaquen de la placa per cert, "Children of the Revolution" i el gran "Marshall Lokjaw".
Després de la gira de promoció de "Murder One", la carrera d'en Paul es deté quant a projectes estables per un temps i sol participa en coses esporàdiques com els anteriorment nomenats "True Brits" fins i tot 1995, on Paul s'ajunta novament amb el seu vell amic, el també exIron Maiden, Dennis Stratton, i al costat d'aquest guitarrista edita un disc anomenat "The Original Iron Men" el 1995. Una placa simple, en la qual aquests dos baluards anglesos realitzen uns quants temes molt a l'estil clàssic. L'esmentada experiència va tenir una segona part amb "The Original Iron Men 2" de 1996, però no va prosperar. Aquell mateix any, Paul participa en un estrany projecte anomenat "Metall Christmas", una espècie d'àlbum nadalenc però amb cançons de Metal. Participa en 4 temes de l'àlbum destacant especialment "Another Rock'N Roll Christmas", tema que va sonar bastant en el seu temps a Anglaterra. Es pot destacar en tot cas, que aquest treball va ser reeditat novament en el 2000 sota el nom de "The 21st Century Rock Christmas Album".
El 1997, Paul novament s'embarca en un altre projecte, en aquesta oportunitat firmat sota el seu propi nom, "Paul Di'Anno". Aquest projecte en què participa una infinitat de músics dona vida a "The Worlds First Iron Man". Un disc molt estrany on Paul prova amb un collage d'estils molt diferents però sempre emparentats amb el Metal. A més, es dona el luxe i més que res motivat per la pressió dels fans d'incloure quatre temes en viu d'Iron Maiden que realitzés amb Killers en els seus xous i "Children of Revolution" també de Killers. Aquest projecte es traduiria a més en una placa editada també el 1997, titulada "As Hard as Iron", un projecte bastant eclèctic igual com el seu antecessor.
Paul com ha estat ja una de les seves característiques, continua treballant en més d'un davant la vegada i ressuscita a Killers novament aquell mateix any editant "Menace to Society", de la mà de Steve Hopgood en bateria, Cliff Evans en guitarra i Gavin Cooper en sota. El treball en si, demostra un nou perfil de Paul, que comença a incorporar noves influències en els seus treballs, en particular el que vènia fent Judas Priest a "Painkiller" i la proposta sonora de Pantera. El treball a més, compta amb la particularitat d'incloure una nova versió d'estudi del clàssic de Maiden, "Remember Tomorrow". Abans de finalitzar aquell any, Di'Anno decideix immortalitzar el seu segon projecte més estable després de Battlezone amb un disc en viu de Killers titulat simplement "Live".
Una vegada més, i conforme a la tradició maleïda que semblés seguir a Di'Anno, Killers es dissol a començaments de 1998 deixant com ultimo llegat un disc doble titulat " New Live & Rare", que contindria tracks del disc en viu més algunes rareses.
Aquell mateix any, i davant de la sorpresa de molts, "la bèstia" decideix ressuscitar una vegada més a un dels seus antics projectes, aquesta vegada és el torn de "Paul Di'Anno's Battlezone". Aquesta vegada la formació quedaria amb Johnny "Brau" Wiggins i Paolo Turin en guitarres, Colin Riggs en sota i Mark Angel en bateria. Producte d'aquesta reunió quedaria un sol disc de nom "Feel my Pain", àlbum bastant diferent en so a les plaques anteriors de Battlezone, ja que aquesta clarament emmarcat en el so agressiu que conrea Paul actualment. El disc va passar sense pena ni glòria i una vegada més va ser el final d'un nou intent de mantenir un projecte estable per part de "la bèstia".
El 1999 es produeix el llançament de dos discs dobles sota el nom de Paul Di' Anno que intenten rescatar els grans èxits de tots els seus projectes, "Beyond the Maiden. The Best of..." i "The Masters". Ambdós treballs editats per diferents segells però que al paper són gairebé iguals quant a cançons.
Aquest mateix any, Paul decideix complir un vell anhel de la seva joventut. Com ja es va esmentar al principi, Di'Anno va participar en moltes bandes no professionals de Punk, que és un dels seus majors gusts. Tant és així que el mateix ha manifestat que una de les seves majors influències de tota la vida van anar The Ramones. És d'aquesta manera, com "la bèstia" es decideix a formar gairebé com un hobbie una banda de Punk i fer uns quants xous només per gaudir de l'ocasió. Per a tals efectes recluta a Attila en teclats, Colin Holton en guitarres, Dave Caroll en sota i Jim Blackwell en bateria, donant vida a "The Almighty Imbredz" i un àlbum homònim que no va ser posat en venda, ja que Paul va preferir fer còpies limitades i regalar-los en els concerts.

### Nou Mil·lenni
En el 2000, i després del seu pas per Brasil, Paul pren contacte novament amb Paulo Turin i junt amb altres músics brasilers com el guitarrista Chico Dehira, el baixista Felipe Andreoli i Aquiles Priester saca sota el nom de "Di'Anno" una nova placa titulada "Nomad". Aquesta deixa ja de manera confirmada el nou rumb en so de la carrera de Paul i que vingués experimentant des d'abans. Destaca d'aquesta placa per cert, una balada anomenada "The Living Dead", tema que per a molts significa el balanç final de la carrera|cursa plena d'incerteses de Paul des que algun dia sortís d'Iron Maiden.
En el 2001, Paul apareix en l'escena discogràfica amb dues plaques en viu. La primera sota el nom de Killers titulada "Live at the Whiskey", un disc que deixa un testimoni del que va ser aquest projecte en directe. La segona va ser un vell anhel dels fans, que sempre se sentia en tots els seus concerts i per on la bèstia passés, un registre integro de Paul cantant els clàssics de la seva època a Iron Maiden, "The Beast Live" va ser el títol triat per a una obra tan memorable.
En el 2001 i el 2004, Paul efectua dues gires per Amèrica del Sud acompanyat per la banda de metall argentina Jeriko. En la segona van recórrer amb gran èxit Argentina, Equador, Colòmbia i Brasil.

### Actualitat
L'ultimo editat per la bèstia, sense tenir en compte les seves participacions en diferents tributs a Nazareth, ZZ Top, Thin Lizzy, UFO i per cert, Iron Maiden, va ser un LP de grans èxits de Killers en el 2002 titulat "Screaming Blue Murder".
Actualment Paul es troba de gira realitzant diferents xous tant en Europa com en altres països, a més de realitzar una sèrie de projectes paral·lels que encara no veuen la llum, entre els quals estarien fins i tot alguns temes per al soundtrack d'una pel·lícula filmada en l'Índia, i on el mateix fa un petit paper. També es troba embocat en superar els problemes amb la seva addicció a les drogues que ve des dels seus temps de frontman en la Donzella, una baralla dura que pel que sembla ja és difícil que aconsegueixi vèncer.

## Discografia

### Àlbums amb Iron Maiden
- Soundhouse Tapes (1979)
- Iron Maiden (1980)
- Killers (1981)

### Àlbums com a Di'Anno
- Di'Anno, 1984
- Nomad, 2000

### Àlbumes com a Paul Di'Anno
- The World's First Iron Man, 1997
- As Hard As Iron, 1997
- Beyond The Maiden (The Best Of), 1999
- The Masters, 1999

### Àlbums amb Battlezone
- Fighting Back, 1986
- Children of Madness, 1987
- Warchild, 1988
- Feel My Pain, 1998
- Cessation of Hostilities, 2001

### Àlbums amb Killers
- Murder One, 1992
- Menace to Society, 1997
- Live, 1997
- New Live & Rare, 1998
- Killers Live at the Whiskey, 2001
- Screaming Blue Murder - The Very Best of Paul Di'Anno's Killers, 2002

### Àlbums amb Gogmagog
- I Will Be There, 1985 (EP)